# کندل‌مس
کندل‌مس (سوئدی: Candlemass) یک گروه موسیقی سوئدی در سبک دوم متال (به انگلیسی: doom-metal) است که در سال ۱۹۸۴ میلادی در شهر استکهلم با بیس‌نوازی، ترانه‌سرایی و رهبری لیف ادلینگ و درام‌نوازی ماتس اکستروم ایجاد شد. این گروه تأثیر بسزایی بر سبک دوم متال داشته‌است، تا جایی که حتی نام این سبک از یکی از آلبوم‌های گروه کندل‌مس یعنی Epicus Doomicus Metallicus گرفته شده. پس از انتشار پنج آلبوم بلند و اجرای تورهای گسترده در دههٔ هشتاد و اوایل دههٔ نود میلادی، گروه کندل‌مس در ۱۹۹۴ میلادی از هم پاشید، ولی پس از سه سال دوباره شکل گرفت. همچنین پس از جدایی اعضای گروه در سال ۲۰۰۲ میلادی، کندل‌مس دوباره در سال ۲۰۰۴ میلادی شکل گرفت و تا به امروز به ضبط و اجرا پرداخته‌است.